# Производительность (в экономике)
Производительность — это эффективность производства товаров или услуг, выраженная в какой-либо мере. Измерения производительности часто выражаются как отношение совокупного объёма производства к одному входу или совокупному объёму ввода, используемому в производственном процессе, то есть объём производства на единицу ввода, как правило, за определённый период времени. Наиболее распространённым примером является (совокупный) показатель производительности труда, например, такой, как ВВП на одного работника. Существует множество различных определений производительности (включая те, которые не определяются как отношение объёма производства к затратам), и выбор среди них зависит от цели измерения производительности и/или наличия данных. Ключевой источник различий между различными показателями производительности также обычно связан (прямо или косвенно) с тем, как результаты и затраты агрегируются в скаляры для получения такого показателя производительности в виде соотношения. Виды производства — массовое производство и серийное производство.
Производительность является решающим фактором в производственных показателях фирм и стран. Повышение производительности труда в стране может повысить уровень жизни, поскольку увеличение реальных доходов повышает способность людей приобретать товары и услуги, наслаждаться отдыхом, улучшать жильё и образование и вносить вклад в социальные и экологические программы. Рост производительности также может помочь бизнесу стать более прибыльным.

## Частичная производительность
Показатели производительности, которые используют один класс ресурсов или факторов, но не несколько факторов, называются частичной производительностью. На практике измерение в производстве означает измерения частичной производительности. При правильной интерпретации эти компоненты свидетельствуют о росте производительности и приблизительно отражают эффективность использования ресурсов в экономике для производства товаров и услуг. Однако производительность измеряется лишь частично — или приблизительно. В некотором смысле измерения являются дефектными, потому что они не измеряют все, но можно правильно интерпретировать результаты частичной производительности и извлечь из них выгоду в практических ситуациях. На уровне компании типичными показателями частичной производительности являются такие показатели, как рабочее время, материалы или энергия, используемые на единицу продукции.
До широкого использования компьютерных сетей частичная производительность отслеживалась в табличной форме и с помощью нарисованных от руки графиков. Табличные машины для обработки данных начали широко использоваться в 1920-х и 1930-х годах и продолжали использоваться до тех пор, пока мэйнфреймы не получили широкое распространение в конце 1960-х — 1970-х годах. К концу 1970-х годов недорогие компьютеры позволили промышленным предприятиям осуществлять управление технологическими процессами и отслеживать производительность. Сегодня сбор данных в значительной степени компьютеризирован, и практически любую переменную можно просматривать графически в режиме реального времени или извлекать за выбранные периоды времени.

### Производительность труда
В макроэкономике общим показателем частичной производительности является производительность труда. Производительность труда является показательным показателем нескольких экономических показателей, поскольку она обеспечивает динамичную оценку экономического роста, конкурентоспособности и уровня жизни в экономике. Именно показатель производительности труда (и все, что этот показатель учитывает) помогает объяснить основные экономические основы, необходимые как для экономического роста, так и для социального развития. В целом производительность труда равна соотношению между показателем объёма производства (валовой внутренний продукт или валовая добавленная стоимость) и показателем использования ресурсов (общее количество отработанных часов или общая занятость).
Показателем объёма производства обычно является чистый объём производства, более конкретно добавленная стоимость рассматриваемого процесса, то есть стоимость продукции минус стоимость промежуточных ресурсов. Это делается для того, чтобы избежать двойного счёта, когда продукция одной фирмы используется в качестве входных данных другой в том же измерении. В макроэкономике наиболее известным и используемым показателем добавленной стоимости является Валовой внутренний продукт или ВВП. Его увеличение широко используется в качестве показателя экономического роста стран и отраслей промышленности. ВВП — это доход, доступный для оплаты капитальных затрат, оплаты труда, налогов и прибыли. Некоторые экономисты вместо этого используют валовую добавленную стоимость (ВДС); обычно существует сильная корреляция между ВВП и ВДС.
Показатель использования ресурсов отражает время, усилия и навыки рабочей силы. Знаменатель коэффициента производительности труда, показатель затрат является наиболее важным фактором, влияющим на показатель производительности труда. Трудоёмкость измеряется либо общим количеством отработанных часов всех занятых, либо общей занятостью (численность персонала). Существуют как преимущества, так и недостатки, связанные с различными входными показателями, которые используются при расчёте производительности труда. Общепризнано, что общее количество отработанных часов является наиболее подходящим показателем трудоёмкости, поскольку простая численность занятых может скрыть изменения в среднем отработанном времени и затрудняет учёт изменений в работе, таких как контракт на неполный рабочий день, отпуск, сверхурочные или смены в обычное время. Однако качество оценок отработанных часов не всегда ясно. В частности, статистические обследования учреждений и домашних хозяйств трудно использовать из-за их различного качества оценок количества отработанных часов и различной степени международной сопоставимости.
ВВП на душу населения является приблизительным показателем среднего уровня жизни или экономического благосостояния и является одним из основных показателей экономической деятельности. ВВП для этой цели является лишь очень приблизительным показателем. Максимизация ВВП, в принципе, также позволяет максимизировать использование капитала. По этой причине ВВП систематически смещается в пользу капиталоёмкого производства в ущерб наукоёмкому и трудоёмкому производству. Использование капитала в показателе ВВП считается столь же ценным, как и способность производства платить налоги, прибыль и оплату труда. Смещение ВВП на самом деле представляет собой разницу между ВВП и доходом производителя.
Другой показатель производительности труда, производительность на одного работника, часто рассматривается как надлежащий показатель производительности труда, как здесь: «Производительность — это ещё не все, но в долгосрочной перспективе это почти все. Способность страны повышать свой уровень жизни с течением времени почти полностью зависит от её способности увеличивать выпуск продукции на одного работника». Однако этот показатель (выпуск продукции на одного работника) является более проблематичным, чем ВВП, или даже недействительным, поскольку этот показатель позволяет максимизировать все поставляемые ресурсы, то есть материалы, услуги, энергию и капитал за счёт дохода производителя.

## Многофакторная производительность
Когда учитывается несколько факторов, показатель называется многофакторной производительностью или MFP. Многофакторная производительность обычно оценивается с использованием учета роста. Если входными ресурсами конкретно являются труд и капитал, а выходными — промежуточные результаты с добавленной стоимостью, показатель называется совокупной производительностью факторов производства или TFP. TFP измеряет остаточный рост, который не может быть объяснён темпами изменения услуг труда и капитала. MFP заменил термин TFP, используемый в более ранней литературе, и оба термина продолжают использоваться (обычно взаимозаменяемо).
TFP часто интерпретируется как приблизительный средний показатель производительности, более конкретно вклад в экономический рост, вносимый такими факторами, как технические и организационные инновации. Наиболее известным описанием является описание Солоу (1957): «Я использую фразу „технические изменения“ как сокращённое выражение для любого рода изменений в производственной функции. Таким образом, замедления, ускорения, улучшения в образовании рабочей силы и всевозможные вещи будут выглядеть, как „технические изменения“». Оригинальная модель MFP (Solow 1957) включает в себя несколько предположений: что существует стабильная функциональная связь между затратами и выпуском на общеэкономическом уровне агрегирования, что эта функция обладает свойствами неоклассической гладкости и кривизны, что затраты оплачиваются стоимостью их предельного продукта, что функция демонстрирует постоянную отдачу от масштаба и что технические изменения имеют нейтральную форму Хикса (Хультен, 2009,5). На практике TFP является «мерой нашего невежества», как выразился Абрамовиц (1956), именно потому, что он является остаточным. Это незнание охватывает многие компоненты, некоторые из которых являются желательными (например, последствия технических и организационных инноваций), другие нежелательными (ошибка измерения, пропущенные переменные, погрешность агрегирования, неверная спецификация модели) (Хультен 2000,11). Следовательно, взаимосвязь между TFP и производительностью остаётся неясной.

### Индивидуальная и командная производительность
Менеджер или руководитель команды может значительно повысить производительность различными способами. В результате этого могут быть получены следующие преимущества.
Командная/Индивидуальная реакция:
- Команда или отдельный человек положительно реагируют на хорошего менеджера. Создание эффективности для команды или отдельного человека.
- Человек или команда обретут больше уверенности, имея сильного менеджера / лидера, и, в свою очередь, будут более продуктивными.
- Люди, доверяющие своему руководителю / лидеру, что создаёт лучшую общую рабочую среду и способствует повышению производительности.
- Позитивная мораль в рабочей среде, способствующая повышению производительности.
- Наличие хорошего менеджера/лидера снижает текучесть кадров. Создание более сильной и компетентной рабочей силы, которая продвигает шкалу производительности вперёд.

Остаточная проблема многофакторной производительности была решена многими авторами, которые разработали модели формирования производственного дохода, в которых производительность была интегрированным фактором. Для этой цели была необходима концепция общей производительности.

## Общая производительность
Когда все результаты и затраты включаются в показатель производительности, это называется общей производительностью. Достоверное измерение общей производительности требует учёта всех производственных затрат. Если мы опускаем входные данные в учёте производительности (или дохода), это означает, что пропущенные входные данные могут неограниченно использоваться в производстве без какого-либо влияния на результаты бухгалтерского учёта. Поскольку общая производительность включает все производственные затраты, она используется в качестве интегрированной переменной, когда мы хотим объяснить формирование дохода в производственном процессе.
Дэвис рассмотрел феномен производительности, измерение производительности, распределение прироста производительности и способы измерения такого прироста. Он ссылается на статью, в которой предлагается разработать измерение производительности таким образом, чтобы оно «указывало на увеличение или уменьшение производительности компании, а также на распределение плодов производства между всеми заинтересованными сторонами». По словам Дэвиса, система цен — это механизм, с помощью которого распределяется прирост производительности, и, помимо коммерческого предприятия, получающие стороны могут состоять из его клиентов, персонала и поставщиков производственных ресурсов.